# Douglas C-133 Cargomaster
Il Douglas C-133 Cargomaster era un quadrimotore turboelica da trasporto strategico ad ala alta prodotto dall'azienda statunitense Douglas Aircraft Company dai tardi anni cinquanta.
Utilizzato dai reparti di trasporto della United States Air Force fino ai primi anni settanta, è il secondo più grande velivolo turboelica mai stato in servizio nell'USAF.

## Storia

### Sviluppo
Negli anni cinquanta la United States Air Force emise una specifica per la fornitura di un nuovo velivolo da trasporto strategico di grandi dimensioni, la Logistic Carrier Support System SS402L. L'ufficio di progettazione della Douglas Aircraft rispose con il "Model 1333", un velivolo che si basava su uno sviluppo richiesto del C-124 Globemaster II. Il contratto venne stipulato nel luglio 1950 ed al progetto venne assegnata la designazione militare YC-124B. In seguito, nel gennaio 1952, vennero introdotte delle modifiche nelle specifiche del progetto, che prevedevano, tra l'altro, che la sezione destinata al carico fosse pressurizzata. In seguito a queste la Douglas assegnò alla variante la designazione aziendale "Model 1324" mentre l'USAF gli assegnò la C-124X.
Fu solo nell'ottobre dello stesso anno che il velivolo assunse un aspetto sostanzialmente diverso dai suoi predecessori, il C-74 Globmaster ed il C-124 Globemaster II, e che avrebbe determinato una soluzione poi ripresa nei grandi aerei da trasporto strategico statunitensi negli anni successivi. Il velivolo presentava un'ala alta, un carrello integrato in due rigonfiamenti della fusoliera ed un portellone posteriore che permetteva le operazioni di carico e scarico senza compromettere l'integrità della struttura. Le dimensioni interne del ponte destinato al carico consentivano di trasportare qualunque veicolo in dotazione al United States Army ed i missili balistici ICBM SM-65 Atlas e gli IRBM PGM-17 Thor e PGM-19 Jupiter destinati all'arsenale nucleare dello Strategic Air Command (SAC).
La commissione incaricata di esaminare la proposta Douglas approvò il progetto assegnandogli la designazione C-133 (Cargomaster, o Cargo Master secondo altre fonti, verrà aggiunto in seguito) stipulando il contratto di fornitura senza la richiesta di esaminare alcun prototipo e richiedendone l'immediato avvio alla produzione in serie.
Il primo dei 50 esemplari venne portato in volo il 23 aprile 1956 continuando la produzione di altri 34 C-133A e 15 C-133B, versione dalla capacità carico utile incrementata, fino all'aprile 1961.
Gli ultimi tre esemplari del C-133A vennero modificati per incrementare le capacità di carico, con un portellone laterale situato sul lato sinistro e con una diversa apertura della sezione posteriore. L'originaria rampa di carico era stata abbinata alla possibilità di apertura della sezione superiore, sdoppiata in due elementi incernierati verso l'esterno, soluzione che aumentava di 3 ft la lunghezza a disposizione del carico e che consentiva il trasporto di un ICBM HGM-25A Titan I completamente assemblato, alberi di trasmissione completi di eliche o motori diesel per sottomarini destinati alle unità della United States Navy, aerei ed elicotteri. Queste caratteristiche saranno mantenute nelle versioni C-133B che si differenziavano per un impianto motore più potente.

### Impiego operativo

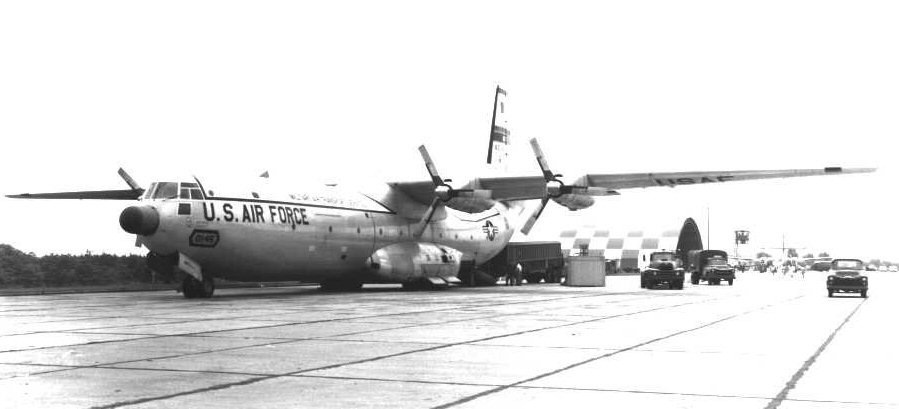
Il C-133 Cargomaster era caratterizzato da dimensioni e capacità di carico eccezionali per l'epoca.

Il C-133 entrò in servizio nel 1958 affiancando il più piccolo Lockheed C-130 Hercules nei 1501st e 1607th Air Transport Wing del Military Air Transport Service (MATS). Rispetto all'Hercules era in grado di trasportare un carico maggiore del doppio ed, a parità di carico, a maggior distanza pur ad una velocità massima leggermente inferiore, ma a causa di una serie di problemi non riuscì ad essere altrettanto efficace.
Il primo impiego in azioni belliche avvenne nella guerra del Vietnam, durante la quale effettuò numerosi voli di importanza vitale per rifornire il personale militare statunitense impegnato nel supporto alle truppe del Vietnam del Sud.
Nel 1966 la riforma della struttura militare statunitense sostituì il MATS con il Military Airlift Command (MAC) mantenendo comunque in linea i C-133 fino al 1971 progressivamente sostituito dal Lockheed C-5 Galaxy dotato di motori a reazione.
Dopo la radiazione USAF del C-133 alcuni esemplari vennero acquistati per essere reimpiegati come aerei da trasporto civile.

#### Incidenti
I motori turboelica ebbero un ruolo negativo nella operatività del C-133. Si rivelarono poco affidabili ed in volo trasmettevano eccessive vibrazioni, causa probabile degli incidenti occorsi che costrinsero l'equipaggio ad atterraggi di fortuna, che nei casi più negativi causarono la perdita del velivolo e la morte dell'equipaggio. I problemi di affaticamento della cellula crearono un clima di diffidenza nel personale assegnatogli che, nel 1971, accolse con entusiasmo la notizia della sua radiazione.
Benché fosse previsto effettuasse missioni di trasporto truppe, in realtà durante la sua vita operativa non venne mai utilizzato in quel ruolo.
Tra l'agosto 1957 e l'agosto 1971 vennero persi 10 esemplari, sei C-133A e quattro C-133B, causando il decesso di 55 membri di quegli equipaggi. In almeno sette di questi incidenti la commissione di inchiesta non fu in grado di determinarne con sicurezza le cause sia per l'inabissamento del velivolo caduto in mare sia per l'impossibilità di ottenere informazioni dagli equipaggi in quanto non sopravvissuti agli eventi catastrofici. Uno di questi ebbe un particolare risalto legato alle vicende del Triangolo delle Bermude quando un C-133 in rotta per le Azzorre scomparve nella zona il 22 settembre 1963, incrementando la sensazione popolare che quel tratto di mare avesse connotazioni misteriose.

## Descrizione tecnica
Il C-133 Cargomaster era un quadrimotore di grandi dimensioni, di costruzione interamente metallica, e dall'aspetto, per l'epoca, moderno, in una configurazione generale che venne ripresa nei velivoli da trasporto della stessa classe che lo sostituirono: ala alta e portellone con rampa d'accesso posteriore.
La fusoliera era a sezione circolare ed integrava la cabina di pilotaggio a doppio comando con due posti affiancati per pilota e copilota, il navigatore, i due ingegneri ed il responsabile di carico. Sia la sezione anteriore che quella destinata al carico erano pressurizzate e climatizzate. Posteriormente era ermeticamente chiusa da un portellone incernierato nella sezione inferiore e che fungeva anche da rampa di carico; durante la produzione venne introdotta una modifica che prevedeva l'adozione di un portellone di carico supplementare sulla parte sinistra della fusoliera, e di un sistema di apertura della sezione superiore, sdoppiata in due elementi incernierati verso l'esterno, soluzione che permetteva di introdurre più agevolmente carichi voluminosi come un missile balistico già assemblato. Sull'estremità anteriore erano posizionati i dispositivi di navigazione in un piccolo radome di color nero che ricordava un naso. La sezione di coda era rialzata e terminava in un impennaggio classico monoderiva con piani orizzontali controventati.
L'ala, dritta e posizionata alta sulla fusoliera, era caratterizzata da un elevato rapporto di allungamento ed integrava le quattro gondole che ospitavano i motori posizionate sul bordo d'attacco.
Il carrello d'atterraggio principale era completamente retrattile ed alloggiato in carene ai lati della fusoliera, soluzione che garantiva una stiva priva di ostacoli.
La propulsione era affidata a quattro motori turboelica, i Pratt & Whitney T34 che nella versione T34-P-9W, adottata dal C-133B, arrivavano ad esprimere una potenza pari a 7 500 shp (5 586 kW) grazie ad un impianto di iniezione d'acqua. I motori erano abbinati ad altrettante eliche metalliche tripala a passo variabile.

## Versioni
C-133A
prima versione di produzione in serie, equipaggiata con 4 turboelica Pratt & Whitney T34-P-7WA, realizzata in 35 esemplari, 3 dei quali con modifiche al portellone posteriore.
C-133B
versione con carico utile incrementato, equipaggiata con i più potenti turboelica Pratt & Whitney T34-P-9W, realizzata in 15 esemplari che includevano le modifiche introdotte negli ultimi C-133A costruiti.

## Utilizzatori

### Militari
Stati Uniti
- United States Air Force

1607th Air Transport Wing (MATS)
ridesignata: 436th Military Airlift Wing (MAC), 8 gennaio 1966
1st e 39th Military Airlift Squadron (MAS), Dover AFB, Delaware (1956-1971) 32 C-133A Aircraft
1501st Air Transport Wing (MATS)
ridesignata: 60th Military Airlift Wing (MAC), 8 gennaio 1966
84th Military Airlift Squadron (MAS), Travis AFB, California (1959-1971) 18 C-133B Aircraft

### Civili
Stati Uniti
- Cargomaster Corporation, Ted Stevens International Airport (ANC), Anchorage, Alaska

Fonti:

## Esemplari attualmente esistenti

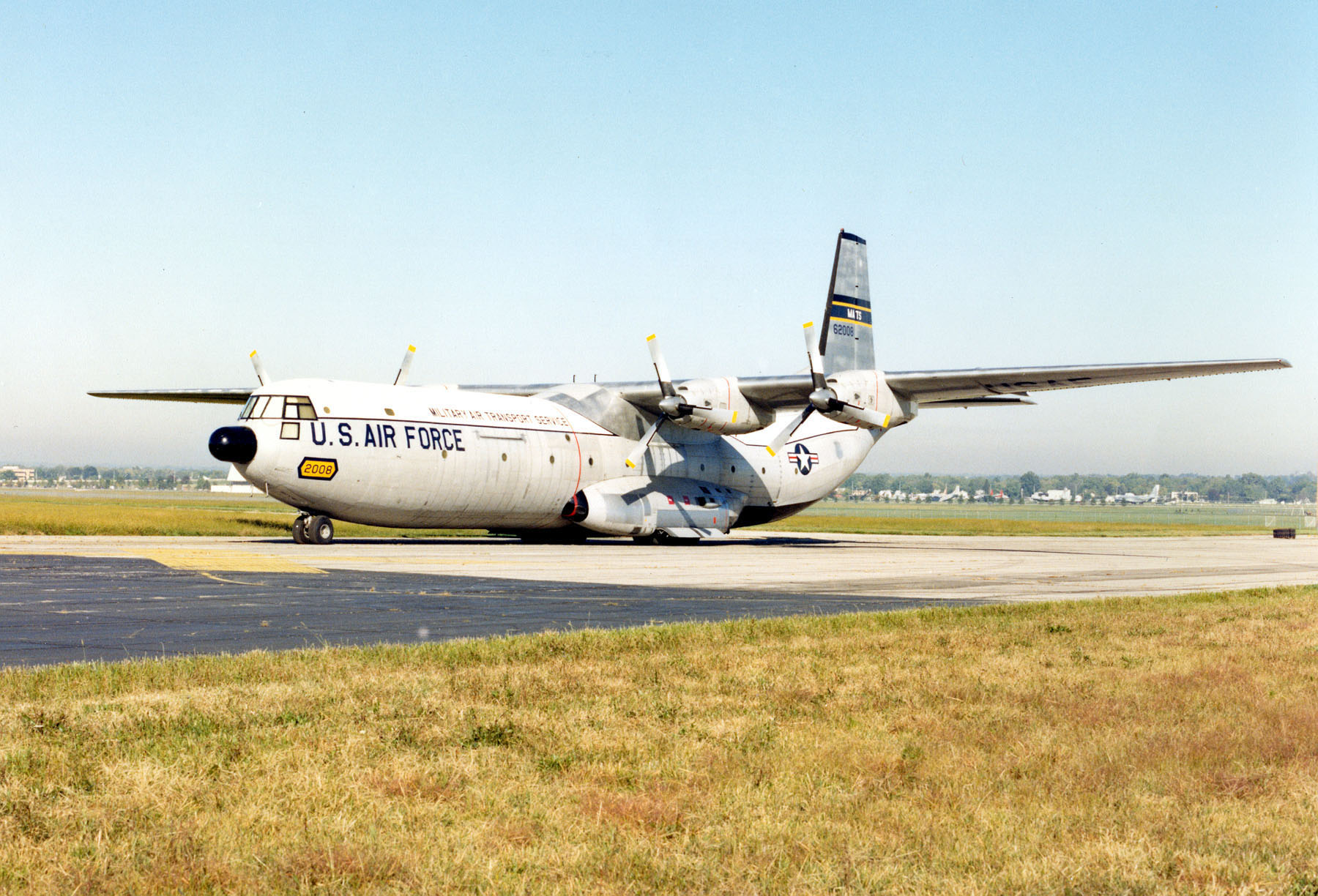
Il C-133A esposto presso il National Museum of the USAF.

Nonostante il numero non elevato di esemplari costruiti, molti sono i C-133 Cargomaster presenti in strutture museali degli Stati Uniti:
- National Museum of the United States Air Force, presso la Wright-Patterson Air Force Base a Dayton, in Ohio.
- Pima Air and Space Museum a Tucson, in Arizona.
- Travis Air Museum presso la Travis Air Force Base a Fairfield, in California.

## Confronti
Il velivolo americano fece in tempo a condividere i cieli con il suo unico vero equivalente, l'Antonov An-22, come anche l'equivalente inglese, benché più piccolo, lo Short Belfast.
I dati salienti dei 3 aerei sono i seguenti:
|                            | Douglas C-133            | An-22                    | Short Belfast |
| -------------------------- | ------------------------ | ------------------------ | ------------- |
| Peso a vuoto kg            | 54.550                   | 114.000                  | 57.000        |
| Peso massimo al decollo kg | 136.000                  | 250.000                  | 104.000       |
| Carico kg                  | 45.400                   | 80.000                   | 35.000        |
| Velocità km/h              | 578                      | 740                      | 544           |
| Autonomia km               | 6.400 con 23 t di carico | 5.500 con 80 t di carico |               |
| Potenza shp                | 24-30.000                | 60.000                   | 23.000        |
| Lunghezza m                | 48                       | 58                       | 41            |
| Apertura alare m           | 55                       | 64                       | 48            |
| Superficie alare m²        | 248                      | 345                      | 229           |
| Esemplari prodotti         | 50                       | 66                       | 10            |
| Anno                       | 1956                     | 1965                     | 1964          |

### Pubblicazioni
- (EN)  Norton, Bill. "Forgotten Airlifter: The Short-Lived Douglas C-133 Cargomaster". Air Enthusiast, Number 110, March/April 2004. Stamford, Lincs, UK: Key Publishing. ISSN 0143-5450. pp. 45–53.